# Швилпікай
Швилпіка́й (лит. švilpikai), на аукштайтському наріччі бульбона́й — гаряча страва з вареної картоплі, змішаної з борошном, яйцем і запеченої або відвареної повторно. В залежності від способу подавання може трактуватись як запіканка або галушки. Належить до національних страв литовської кухні, поза межами батьківщини під оригінальною назвою практично невідома, хоча в світі існує багато схожих рецептів. Найбільш подібні до швилпікая білоруська запіканка капитка і копитки — галушки, притаманні білоруській і польській кухні.

## Складники
Швилпікай належить до народних страв, тому його рецепт простий, а складники доступні та дешеві. Основним компонентом (за вагою) є картопля, однак швилпікай неможливо приготувати без «другорядних» продуктів — борошна та яйця, що є зв'язуючими речовинами при замішуванні картопляного тіста. Борошно, як правило, використовують пшеничне, інколи його замінюють крохмалем. Сіль додається за смаком, але також є обов'язковою.
Традиційно швилпікай подають разом з підливою, за яку найчастіше править сметана з вершковим маслом. У регіональних різновидах підливою може слугувати суміш домашнього сиру з молоком, шкварками і смаженою цибулею або якийсь один з цих продуктів окремо. За смаком до підливи додають кріп та чорний перець.

## Приготування
Цій страві притаманна триетапна обробка картоплі. Спочатку її варять у шкірочці до повної готовності. Потім, не даючи охолонути, картоплю швидко чистять і подрібнюють до стану однорідного пюре. Здавна це робили за допомогою товкачки, в сучасній кулінарії задля економії часу з цією метою можна використати м'ясорубку чи тертушку. У трохи остиглу картопляну масу додають борошно, яйце, сіль і перемішують до однорідного стану. Отримане тісто розкочують не надто тонким шаром і розрізають ножем на шматки. Традиційно тісто для швилпікая нарізують ромбами зі сторонами близько 3,5 см завдовжки. Ці вироби викладають на деко, посипане борошном і випікають у духовці за температури 220 °C до рум'яної кірочки. Під час випікання їх потрібно один раз перевернути для рівномірного приготування. Інколи перед випіканням вироби додатково змочують у збитому яйці.
Для приготування підливи вершкове масло розтоплюють у ронделі, додають сметану і доводять до кипіння. Аукштайти готують його інакше: домашній сир розтирають з молоком і додають у цю суміш шкварки зі смаженою цибулею. Інколи приготування підливи спрощують, поливаючи швилпікай просто сметаною, шкварками або цибулевою засмажкою.
Окрім класичного способу приготування, існують менш знані варіанти, коли напівфабрикати не випікають, а повторно варять у воді, або вже готові (випечені) вироби ще трохи тушкують разом з підливою. В обох випадках швилпікай буде м'якшим на смак.

## Подавання
Готовий швилпікай перед подачею необхідно тримати в закритій каструлі. Подаючи на стіл, вироби перемішують з підливою в посудині, в якій вони зберігалися, викладають на тарілку по кілька штук, зверху додатково посипають зеленню — цибулею чи кропом. В домашніх умовах припустимо відхилення від традицій: нарізання швилпікая квадратиками чи прямокутниками, подача без підливи.

## Подібні страви
Приготування картопляного тіста з додаванням борошна і яєць — давній винахід європейської кухні, який застосовується у багатьох регіональних стравах: від випічки (картопляний хліб, картопляні завиванці) до котлетних виробів (картопляники, лежні, зрази, картопляні сирники). З цього розмаїття до швилпікая найбільш подібні страви, які готують на кшталт запіканок або галушок. Порівняльний огляд цих виробів представлений у таблиці нижче.
| Назва                             | Схожі риси                                                                              | Відмінні риси | Фото |
| --------------------------------- | --------------------------------------------------------------------------------------- | --- | ---- |
| Капитка                           | Масу з тертої картоплі, борошна і яйця розкочують у пласт, ріжуть ромбами, запікають.   | Готують тільки з сирої картоплі.                                                                                          |      |
| Копитки                           | Картопляне тісто ріжуть ромбічними кавалками, варять (повний аналог швилпікая-галушок). | Ніколи не готують на кшталт запіканки.                                                                                    |      |
| Палюшки                           | Картопляне тісто ріжуть кавалками, варять.                                              | Традиційно роблять циліндричної форми.                                                                                    |      |
| Картопляні пальчики               | Картопляне тісто ріжуть кавалками.                                                      | Роблять веретеноподібної форми, смажать.                                                                                  |      |
| Солоні палички (бринзові галушки) | Картопляно-сирне тісто відщипують маленькими шматками, варять.                          | Містять бринзу і мають виразний солонуватий смак, часто формують довгастими.                                              |      |
| Картопляні кнедлики               | Готують як швилпікай-галушки.                                                           | В тісто зазвичай додають манні крупи, в різних краях бувають різної форми, але завжди великі, при подачі часто нарізують. |      |
| Картопляні галушки                | Картопляне тісто ріжуть кавалками, варять.                                              | Зазвичай використовують сиру картоплю або домішують в тісто тертий хліб, роблять абиякої форми.                           |      |
| Картопляні кльоцки                | З картопляного тіста ліплять вироби довільного розміру, варять.                         | В різних країнах традиційна форма різниться від сферичної до неправильної.                                                |      |
| Картопляні гночі                  | З картопляного тіста ліплять дрібні вироби, варять.                                     | Роблять циліндричними з ребристою поверхнею, зазвичай подають з томатним сосусом.                                         |      |